# Mollah
Pour les articles ayant des titres homophones, voir Mola, Molas, Molla et Mollat.
 (décembre 2014).
Si vous disposez d'ouvrages ou d'articles de référence ou si vous connaissez des sites web de qualité traitant du thème abordé ici, merci de compléter l'article en donnant les références utiles à sa vérifiabilité et en les liant à la section « Notes et références ».
Un mollah ou mollâ (en arabe : مَوْلى, en persan : ملا, en hindi : मुल्ला, dérivé de l'arabe mawlān, مولًى, pl. mawâlin, موالٍ : « maître » ou « seigneur ») est un érudit musulman dans les mondes turco-iranien et indien, par exemple en Iran, en Afghanistan, au Pakistan, en Inde ou encore en Turquie. Dans le monde arabe, on utilise plutôt le terme d'« ouléma » (ʿālim, pl ʿulamā') pour des fonctions analogues. Mais au-delà de la langue, l'emploi de l'un ou l'autre terme est lié à l'appartenance religieuse : on parle en principe de mollah dans l'islam chiite et d'ouléma (imam) dans l'islam sunnite.
Outre la signification « maître », le mot a en arabe des sens très variés, voire parfois contraires : aide, associé, client, champion, défenseur, maître, propriétaire, esclave affranchi, patron, ou suzerain. Cette polysémie du terme explique la différence d’interprétation entre chiites et sunnites du hadîth prononcé au bord de l'étang Ghadir Khumm par le prophète Mahomet peu avant sa mort : « Celui dont je suis le maître (mawlâ), Ali en est le maître ». Pour les chiites, Mahomet aurait par là investi Ali de sa succession, tandis que pour les sunnites, le terme « mawlâ » signifie simplement « ami ».

## Mollahs chiites

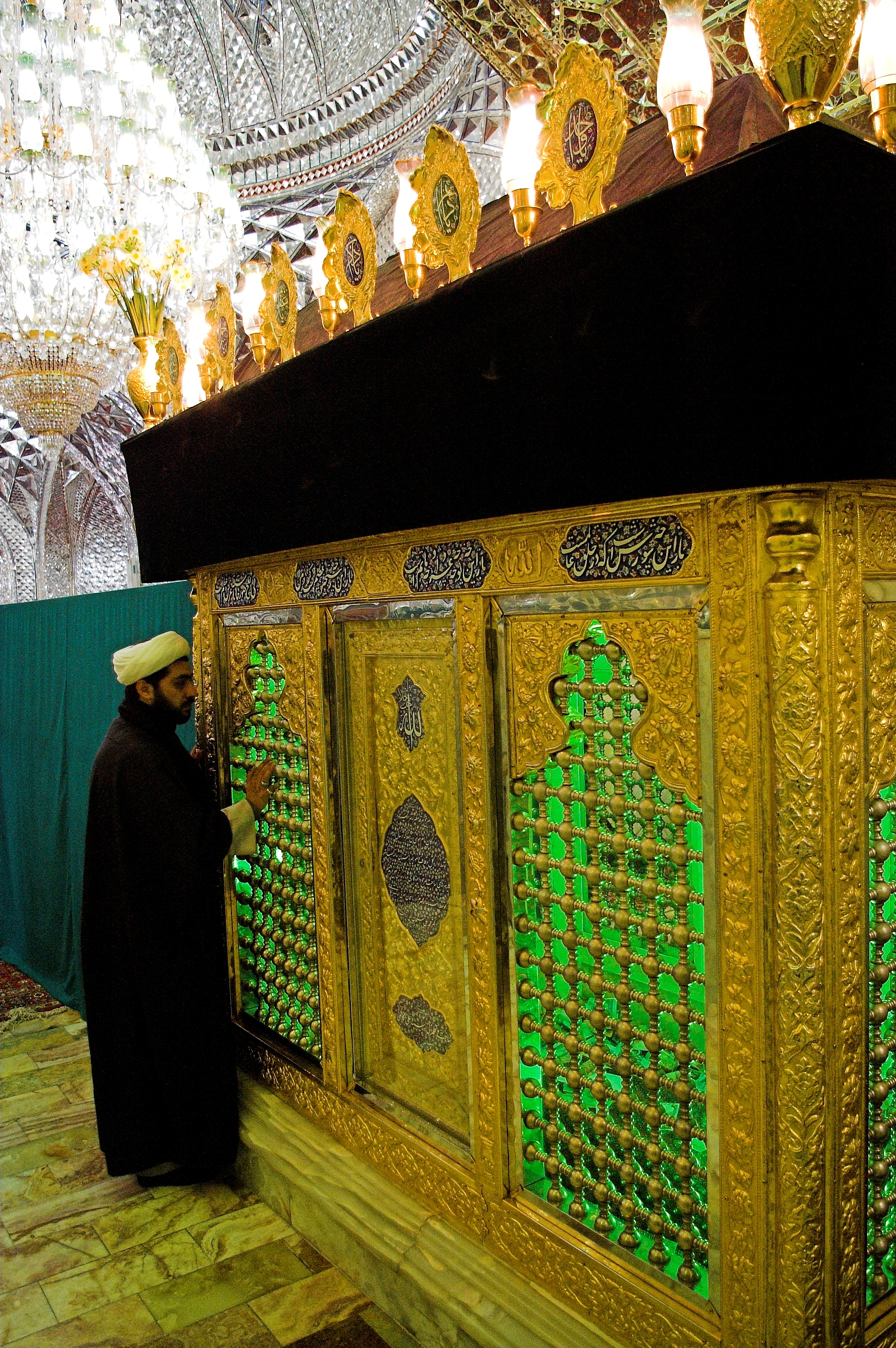
Un mollah dans un imamzadeh. Tabriz, Iran.

Dans l'islam chiite et tout particulièrement en Iran, les mollahs ont un rôle plus important que les oulémas des pays sunnites. Car pour les chiites, ils remplacent l'Imam (titre qui, dans le chiisme, confère l'autorité sur la communauté des croyants, et qui a été porté par Ali et ses successeurs), et sont ainsi les seuls détenteurs légitimes de l'autorité légale, qui était détenu autrefois par l'Imam. On leur reconnaît la capacité d'interpréter la loi religieuse (charia) et de pratiquer ainsi l'ijtihâd, à savoir la clarification d'un problème pratique dû à l'application de la charia. Les mollahs forment un clergé organisé, et ils ont pu au cours de l'histoire s'opposer au pouvoir politique. Cela les a amenés à jouer un rôle important dans l'histoire moderne de l'Iran, ainsi que celle de l'Irak. 
Les mollahs portent une cape (persan : `abā, عبا) et un turban. Le turban est noir s'ils sont des descendants de la famille du prophète de l'islam, Mahomet —ils sont alors appelés sayyids—, et blanc dans le cas contraire.
Certains mollahs peuvent porter des titres attribués par les universités islamiques et par un système de cooptation par les pairs qui reconnaissant à l'un d'eux le droit de recevoir ce titre :
- Hodjatoleslam[8], preuve de l'islam
- Ayatollah[9], signe de Dieu. C'est le plus haut titre dans la hiérarchie chiite.

## Mots dérivés
Le terme mollah est un dérivé de la racine arabe wâw - lâm - yâ' (و ل ي). Différents termes sont construits à partir de cette racine .
- Mawlânâ[10] ou maulânâ (notre maître) est le titre donné au mystique iranien Jalâl ad-Dîn Rûmî, fondateur de l’ordre des derviches tourneurs. En turc, l'expression est devenue Mevlana.
- Moulay[11] ou mawlay est le titre des souverains alaouites du Maroc.
- Mawâli[12], pluriel de mollâ, désignait les nouveaux convertis non arabes rattachés à une tribu arabe dont ils dépendaient.
- Mawlawiya[13] est le nom de l’ordre des derviches tourneurs fondé par Djalâl ad-Dîn Rûmî.
- Walîy[14]. Le Coran invite à choisir ses amis (ʾawlyâʾ) parmi les musulmans[15]. Pour les chiites, Ali est le plus grand des walîy : il est l’ami de Dieu, son lieutenant (parfois traduit régent). Les imams qui lui succèdent seront aussi investis de cette qualité d’« amis de Dieu[16] » . Ils ne reçoivent pas directement le message divin de la bouche de l’ange comme pour Mahomet, mais ils reçoivent son inspiration en songe.